# Šachový turnaj v Moskvě roku 1925

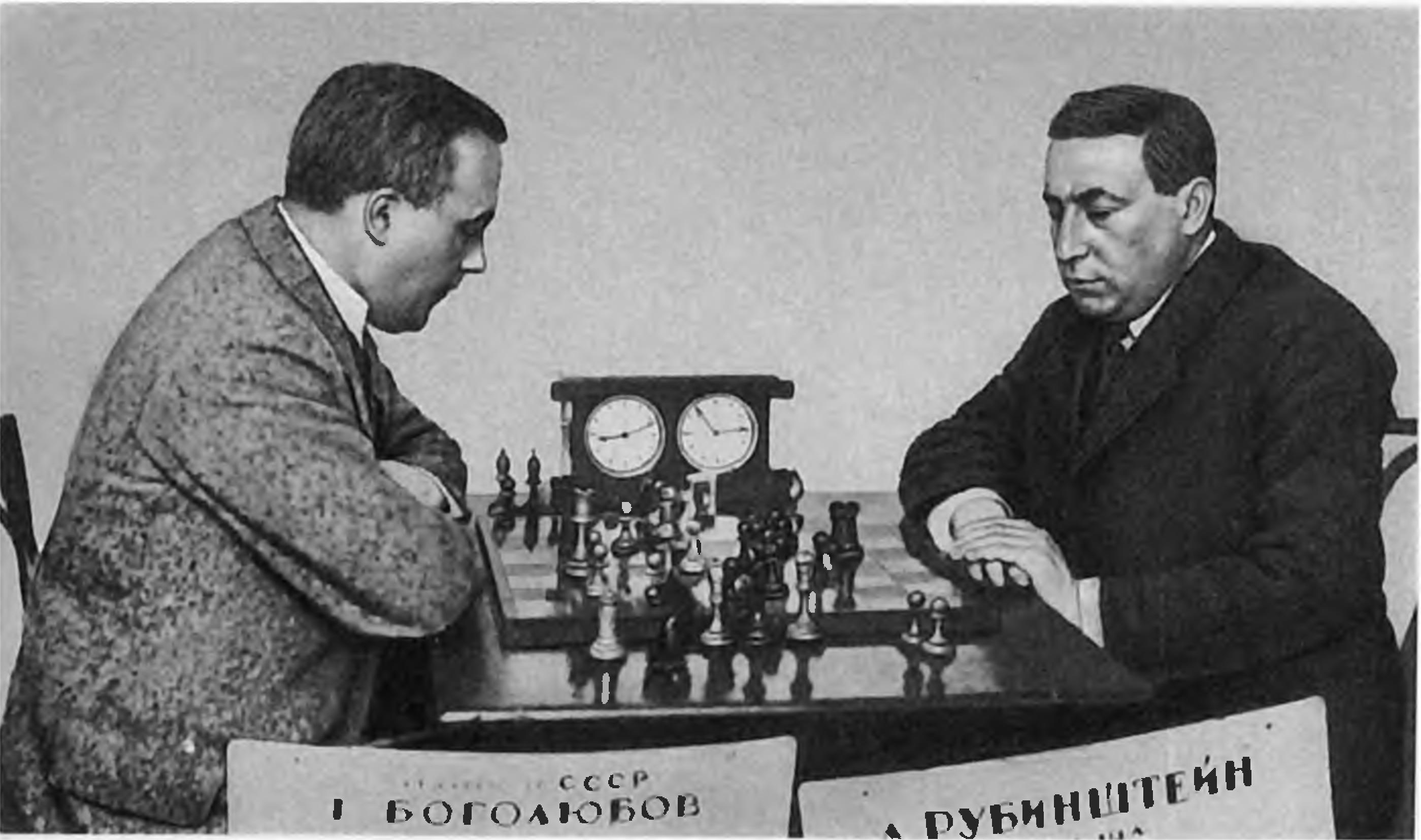
Jefim Bogoljubov a Akiba Rubinstein (12. listopad 1925)

Mezinárodně velmi významný turnaj, který organizoval Nikolaj Vasiljevič Krylenko, byl pořádán v Moskvě, v Sovětském svazu, od 10. listopadu do 8. prosince roku 1925. Byl to první světový šampionát v šachu sponzorovaný státem. Soupeřilo zde mezi sebou jedenáct zahraničních hvězd a deset zástupců Sovětského svazu. Mistr světa José Raúl Capablanca spolu s jeho předchůdcem Emanuelem Laskrem byly hlavními adepty na zlato. Čekala se bitva mezi těmito dvěma hráči, jako tomu bylo na turnaji v New Yorku roku 1924, ale nakonec překvapivě vyhrál Jefim Bogoljubov. Lasker nakonec skončil druhý před Capablancou.
Turnaj přitáhl velkou pozornost, stovky lidí bylo přihlíželo utkáním v hotelu Metropol a tisíce jich sledovali utkání v centru města. Vítězství Bogoljubova bylo považováno za sovětské vítězství nad Západem. On však sám roku 1926 Sovětský svaz opustil, byl zbaven sovětského občanství a stal se německým občanem.

## Výsledky
| #  | Hráč                     | 1 | 2 | 3 | 4 | 5 | 6 | 7 | 8 | 9 | 10 | 11 | 12 | 13 | 14 | 15 | 16 | 17 | 18 | 19 | 20 | 21 | Celkem |
| -- | ------------------------ | - | - | - | - | - | - | - | - | - | -- | -- | -- | -- | -- | -- | -- | -- | -- | -- | -- | -- | ------ |
| 1  | Jefim Bogoljubov         | x | ½ | 0 | ½ | 1 | 1 | 0 | ½ | 1 | 1  | ½  | 1  | 1  | ½  | 1  | 1  | 1  | 1  | 1  | 1  | 1  | 15.5   |
| 2  | Emanuel Lasker           | ½ | x | ½ | 1 | ½ | 0 | ½ | 1 | ½ | 1  | 1  | 1  | 1  | 1  | 0  | ½  | 1  | ½  | ½  | 1  | 1  | 14.0   |
| 3  | José Raúl Capablanca     | 1 | ½ | x | 1 | 1 | ½ | ½ | ½ | ½ | 0  | 1  | 0  | ½  | ½  | ½  | ½  | 1  | 1  | 1  | 1  | 1  | 13.5   |
| 4  | Frank James Marshall     | ½ | 0 | 0 | x | ½ | 0 | 1 | 1 | ½ | 0  | 1  | 1  | 1  | 1  | 1  | 1  | ½  | 0  | ½  | 1  | 1  | 12.5   |
| 5  | Savielly Tartakower      | 0 | ½ | 0 | ½ | x | ½ | 1 | ½ | ½ | ½  | ½  | 1  | 1  | 1  | ½  | 1  | 1  | ½  | ½  | ½  | ½  | 12.0   |
| 6  | Carlos Torre Repetto     | 0 | 1 | ½ | 1 | ½ | x | ½ | 0 | ½ | ½  | 0  | 1  | ½  | ½  | 1  | ½  | 0  | 1  | 1  | 1  | 1  | 12.0   |
| 7  | Richard Réti             | 1 | ½ | ½ | 0 | 0 | ½ | x | 1 | 0 | 1  | 1  | ½  | 0  | ½  | ½  | 1  | 1  | ½  | 1  | ½  | ½  | 11.5   |
| 8  | Pjotr Romanovskij        | ½ | 0 | ½ | 0 | ½ | 1 | 0 | x | 1 | 0  | ½  | 1  | 0  | 0  | 1  | 1  | 1  | ½  | 1  | 1  | 1  | 11.5   |
| 9  | Ernst Grünfeld           | 0 | ½ | ½ | ½ | ½ | ½ | 1 | 0 | x | 1  | ½  | ½  | ½  | 0  | ½  | 1  | 1  | ½  | ½  | ½  | ½  | 10.5   |
| 10 | Alexandr Iljin-Ženevskij | 0 | 0 | 1 | 1 | ½ | ½ | 0 | 1 | 0 | x  | ½  | 0  | 1  | ½  | 0  | ½  | 1  | ½  | ½  | 1  | 1  | 10.5   |
| 11 | Fedor Bogatyrčuk         | ½ | 0 | 0 | 0 | ½ | 1 | 0 | ½ | ½ | ½  | x  | ½  | ½  | 1  | ½  | 1  | ½  | ½  | ½  | ½  | 1  | 10.0   |
| 12 | Boris Verlinskij         | 0 | 0 | 1 | 0 | 0 | 0 | ½ | 0 | ½ | 1  | ½  | x  | 1  | 1  | 1  | ½  | 0  | 1  | ½  | 1  | 0  | 9.5    |
| 13 | Rudolf Spielmann         | 0 | 0 | ½ | 0 | 0 | ½ | 1 | 1 | ½ | 0  | ½  | 0  | x  | 1  | 1  | ½  | ½  | 1  | ½  | 0  | 1  | 9.5    |
| 14 | Akiba Rubinstein         | ½ | 0 | ½ | 0 | 0 | ½ | ½ | 1 | 1 | ½  | 0  | 0  | 0  | x  | 1  | 0  | 0  | 1  | 1  | 1  | 1  | 9.5    |
| 15 | Grigorij Levenfiš        | 0 | 1 | ½ | 0 | ½ | 0 | ½ | 0 | ½ | 1  | ½  | 0  | 0  | 0  | x  | 1  | 1  | ½  | ½  | 1  | ½  | 9.0    |
| 16 | Ilja Rabinovič           | 0 | ½ | ½ | 0 | 0 | ½ | 0 | 0 | 0 | ½  | 0  | ½  | ½  | 1  | 0  | x  | 1  | ½  | 1  | 1  | 1  | 8.5    |
| 17 | Frederick Yates          | 0 | 0 | 0 | ½ | 0 | 1 | 0 | 0 | 0 | 0  | ½  | 1  | ½  | 1  | 0  | 0  | x  | 1  | ½  | 0  | 1  | 7.0    |
| 18 | Friedrich Sämisch        | 0 | ½ | 0 | 1 | ½ | 0 | ½ | ½ | ½ | ½  | ½  | 0  | 0  | 0  | ½  | ½  | 0  | x  | 0  | 1  | 0  | 6.5    |
| 19 | Solomon Gotgilf          | 0 | ½ | 0 | ½ | ½ | 0 | 0 | 0 | ½ | ½  | ½  | ½  | ½  | 0  | ½  | 0  | ½  | 1  | x  | 0  | ½  | 6.5    |
| 20 | Fjodor Duz-Chotimirskij  | 0 | 0 | 0 | 0 | ½ | 0 | ½ | 0 | ½ | 0  | ½  | 0  | 1  | 0  | 0  | 0  | 1  | 0  | 1  | x  | 1  | 6.0    |
| 21 | Nikolaj Zubarev          | 0 | 0 | 0 | 0 | ½ | 0 | ½ | 0 | ½ | 0  | 0  | 1  | 0  | 0  | ½  | 0  | 0  | 1  | ½  | 0  | x  | 4.5    |